# The Complete Roadrunner Collection 1986-1990
The Complete Roadrunner Collection 1986-1990 es una caja recopilatoria de la banda de heavy metal King Diamond, lanzado el 20 de noviembre de 2012. Está compuesto por los cinco primeros discos publicados por la discográfica Roadrunner Records.
El recopilatorio se compone por:
1. Fatal Portrait (1986)
2. Abigail (1987)
3. "Them" (1988)
4. Conspiracy (1989)
5. The Eye (1990)